# Sarner Aa
Sarner Aa er en 28 km. lang flod i kanton Obwalden i Centralschweiz. Den udgår fra Lungernsee og løber til Vierwaldstättersøen.
Under sit løb ændrer Sarner Aa navn flere gange. Dens udspring ligger på den østlige side af Höch Gummen (2.205 m.o.h.) ved østranden af Brienzer Rothorn-kæden i nærheden af den storslåede Alp Breitenfeld. Flere kildebække forener sig til Lauibach, som Sarner Aa kaldes i sit øvre løb. Denne styrter med vandfald over stejle klipper til Lungernsee nedenunder.
Vandkraften i det 200 meter høje fald mellem Lungernsee og Giswil udnyttes, idet Lungernsees afløb ledes gennem en underjordisk kanal ved Kaiserstuhl til et elektricitetsværk i dalbunden. I Aaried, dalbunden syd for Giswil, fortsætter floden sit løb. Her kaldes den Aa eller Aawasser. Den flyder gennem Giswil og forener sig med Giswiler Lauibach fra vest, såvel som med vandet fra Kleinen Melchaa fra øst, og udmunder 2 km nord for Giswil i Sarnersee. Voldsomt uvejr og langvarig nedbør i Giswiler Lauibachs kilde-område kan føre til omfattende oversvømmelser i egnen omkring Giswil. En anden betydningsfuld biflod er Grosse Melchaa, som udmunder i Sarnersee mellem Sachseln og Sarnen.
Nord for Sarnersees hedder floden kun Sarner Aa. Den flyder kanaliseret og begrænset i den brede Obwaldner Tal mod nord-nordøst gennem Sarnen og Wichelsee, hvis natur er fredet. Under Wichelsees stejle sider tager Sarner Aa fra venstre mod vandet fra Grossen Schliere. Derefter flyder den langs den vestlige fod af Mueterschwanderberg og udmunder øst for Alpnachstad i Alpnachersee.